# Hold Up a Light
" Hold Up a Light "는 영국 그룹 Take That의 다섯 번째 정규 앨범 The Circus 의 다섯 번째이자 마지막 싱글이다. Take That의 첫 번째 라이브 앨범 The Greatest Day – Take That Presents: The Circus Live 를 홍보하기 위해 발매되었다.

## 배경
"Hold Up a Light"는 밴드 멤버 Gary Barlow, Howard Donald, Jason Orange, Mark Owen 과 라이브 밴드 멤버 Jamie Norton 및 Ben Mark가 제작하였다. 2009년 12월 14일에 라디오 방송국과 디지털 다운로드로 공개되었다.  리드 보컬은 Owen이 맡았으며, Barlow는 부분 리드를 맡았다. 이 곡은 투어 중 팬들의 성공적인 호응에 힘입어 싱글로 발매되었다. 싱글의 실제 버전은 서커스 투어 중 경기장 주변의 노점에서 독점적으로 구매할 수 있으며 Take That의 공식 웹 사이트를 통해 짧은 기간 동안 구매할 수 있었다. UK Airplay Charts에서 8위, UK Singles Chart 에서 123위를 기록한 노래이다. 이 노래는 또한 Take That's Progress Live 투어에서 Robbie Williams 와 재회하기 전에 함께 공연하였다.

## 비판적 수신
가디언은 이 노래가 "라이터가 하늘을 나는 순간을 장려하기 위해" 디자인되었다고 발언하였다. BBC Music은 이 트랙을 "기운"과 "마법"이라고 설명하였다. Digital Spy는 다음과 같이 언급하였다.

## 뮤직 비디오
"Hold Up a Light"의 공식 뮤직 비디오는 The One Show 에서 처음으로 릴리즈 되었다.  비디오는 기록적인 서커스 투어 의 웸블리 구간에서 노래를 라이브로 연주하는 네 명의 밴드 멤버를 비추는 구도이다.

## 인원
- 마크 오웬 – 리드 보컬, 백 보컬
- 게리 발로우 – 백 보컬
- 하워드 도널드 – 백 보컬
- 제이슨 오렌지 – 백 보컬

## 트랙 목록
1. "Hold Up a Light" – 4:28
2. "Hold Up a Light"( 웸블리 스타디움 라이브) – 4:30

## 차트 위치
| 차트(2009)                       | 피크 위치 |
| -------------------------------- | --------- |
| 스코틀랜드 ( 공식 차트 회사 )    | 86        |
| 영국 싱글 ( 오피셜 차트 컴퍼니 ) | 123       |